# George Isaäc Bruce
George Isaäc Bruce (Deventer, 9 oktober 1803 - Nieuwediep (aan boord van het korvet "Sumatra"), 30 december 1850) was een Nederlands politicus.

## Levensloop
Hij was een telg uit een oorspronkelijk Schots geslacht, en zoon van luitenant-generaal Stewart John Bruce en Christina Schimmelpenninck. Bruce studeerde aan het Athenaeum Illustre te Deventer van 1821-1823 en daarna Romeins en hedendaags recht te Leiden. Hij promoveerde daar in 1827 op de dissertatie "Ad titulum Pandectarum de condictione causa data causa non secuta". Bruce en zijn vrouw Anna Agnesia Schimmelpenninck lieten geen kinderen na.

## Militaire loopbaan
In 1830 was George Isaäc Bruce tweede luitenant bij de 1ste bat. 1ste afdeling van de Zuid-Hollandsche afdeling. Het jaar daarop werd hij als tweede luitenant en ordonnans-officier toegevoegd aan de staf van de 3de Divisie Infanterie te Velde die onder bevel stond van luitenant-generaal Meijer. In die hoedanigheid nam Bruce deel aan de Tiendaagse Veldtocht.

## Politieke loopbaan
Bruce was een Tweede Kamerlid voor Overijssel en een van de leidende gematigde liberalen vóór 1848. Hij was officier van justitie in Zwolle, Tweede Kamervoorzitter in de jaren 1845-1847 en daarna gouverneur van Overijssel. Hij werd benoemd tot gouverneur-generaal van Nederlands-Indië, maar kort voor hij de Rede van Texel zou verlaten om naar Nederlands-Indië te vertrekken overleed hij.

## Onderscheidingen
George Isaäc Bruce werd op 12 oktober 1831 benoemd tot Ridder vierde klasse Militaire Willems-Orde. Op 5 maart 1843 werd Bruce benoemd tot commandeur in de Orde van de Eikenkroon en op 9 oktober 1850 in die orde bevorderd tot grootkruis. Hij werd op 11 mei 1846 benoemd tot commandeur in de Orde van de Nederlandse Leeuw.
- Biografisch Portaal: 59492145
- Digitale Bibliotheek voor de Nederlandse Letteren: bruc007
- Gemeinsame Normdatei: 103134948
- International Standard Name Identifier: 0000 0000 0774 840X
- Library of Congress Control Number: n88032513
- Nederlandse Thesaurus van Auteursnamen: 071953655
- Parlement.com: vg09llr06zxx
- Virtual International Authority File: 44710053
- WorldCat: E39PBJh4wktTxtMTgpmP7vxxDq